# Torre Ejecutiva Pemex
De Torre Ejecutiva Pemex is een wolkenkrabber in Mexico-Stad. Het gebouw heeft een hoogte van 214 meter en heeft 52 verdiepingen. In de Torre Ejecutiva Pemex is het hoofdkantoor van het Mexicaanse staatsoliebedrijf Petróleos Mexicanos (PEMEX) gevestigd.
Van zijn voltooiing in 1982 tot 2003 was de Torre Ejecutiva Pemex het hoogste gebouw van Mexico. Tegenwoordig is dat de Torre Mayor.